# Camburg (Saale)
Camburg (Saale) (niem. Bahnhof Camburg (Saale)) – stacja kolejowa w Dornburg-Camburg, w kraju związkowym Turyngia, w Niemczech. Znajduje się na linii Großheringen – Saalfeld. Według DB Station&Service ma kategorię 6. 

## Położenie
Stacja Camburg (Saale) znajduje się na km 8,14 linii Großheringen – Saalfeld (Saalbahn). Ponadto w okresie od 1897 do 1945  była to stacja końcowa dla linii Zeitz – Camburg.
Znajduje się około 500 metrów na południe od centrum miasta. Do sąsiednich ulic należą Bahnhofstrasse i Georgstraße.

## Linie kolejowe
- Linia Großheringen – Saalfeld
- Linia Zeitz – Camburg

## Połączenia
| Linia | Trasa | Takt    | Przewoźnik kolejowy            |
| ----- | --- | ------- | ------------------------------ |
| SE 15 | Leipzig Hbf – Weißenfels – Naumburg Hbf – Camburg – Jena Paradies – Jena-Göschwitz – Rudolstadt – Saalfeld | 120 min | Abellio Rail Mitteldeutschland |
| RB 24 | Naumburg Hbf – Camburg – Jena Paradies – Jena-Göschwitz – Rudolstadt – Saalfeld                            | 60 min  | Abellio Rail Mitteldeutschland |